# Ekke Fransema
Ekke Fransema (Adorp, 2 maart 1864 – Godlinze, 11 januari 1928) was een Nederlandse jurist en verzamelaar van zeldzame boeken, die na zijn overlijden ondergebracht zijn in het Fransema Kabinet te Appingedam. De erfgoedbibliotheek met zeldzame werken over cultuur en geschiedenis van de provincie Groningen bevindt zich sinds 2021 in het Museum Møhlmann te Appingedam.

## Leven en werk
Fransema was een zoon van de rentenier Jan Fransema en Frouwke Wiertsema in Godlinze. Hij bezocht een dure kostschool, Ruimzicht in Doetinchem. Hij trouwde op 29 april 1886 te Bierum met Hillegonda Alida Venhuis, dochter van de onderwijzer Anthonius Venhuis en Anje Lanting. Op 61-jarige leeftijd voltooide hij zijn studie rechtsgeleerdheid, waaraan hij als 28-jarige in Leiden begonnen was. Hij was welgesteld en verzamelde onder meer oorkonden, andere historische documenten en zeldzame boekwerken. Hij maakte zijn boekenverzameling, met uitzondering van de zeldzame werken, toegankelijk voor zijn dorpsgenoten in Godlinze, die zijn boeken op zaterdag konden lenen.
Het echtpaar Fransema had twee zonen. Jan, de oudste, emigreerde naar de Verenigde Staten. De tweede zoon Toon, in de volksmond bekend als ADAREA Fransema, naar zijn voornamen Anthonius Diederik Annacus Rudolfus Epko Asing, was tijdens de Duitse bezetting de NSB-burgemeester van de toenmalige gemeente Onstwedde.

## Fransema Kabinet
De totale collectie van Fransema omvat circa 4500 gedrukte werken en historische documenten, waaronder zeldzame werken op juridisch gebied, zoals over de geruchtmakende processen van de grietman Rudolf de Mepsche. Na zijn overlijden in 1928 wist de openbare bibliotheek van Appingedam de collectie in haar geheel te verwerven. Van 1984 tot 2017 was de collectie ondergebracht in het Fransema Kabinet in het gebouw van de bibliotheek, een rijksmonument aan de Koningstraat. De schrijver van Fransema's biografie, Hans Heijerman, heeft de collectie gecatalogiseerd.
Door de centralisatie van bibliotheekvoorzieningen vanuit de Biblionet Groningen moest een nieuwe plek voor de collectie van het Fransema Kabinet worden gezocht. De Stichting Fransema droeg de collectie in 2021 over aan de gemeente Eemsdelta. Die gaf de collectie in bruikleen aan het Museum Møhlmann te Tjamsweer, vlakbij Appingedam. Het Fransema Kabinet is een van de laatste publieke boekencollecties over Groningse cultuur en geschiedenis die nog bestaan. De andere zijn die van de Stichting De Boukenkist te Scheemda en het Luitje Hoeksema Fonds te 't Zandt.
Jaarlijks wordt in de provincie Groningen de Fransema-lezing gehouden over een historisch of cultureel thema.

## Biografie
- Heijerman, Hans en D.H. Huizing: De kunst van het verteren: het ambivalente leven van Mr. Ekke Fransema (1864-1928), rentenier en collectioneur te Godlinze. Uitg. Bronsema, Leek, 1985. ISBN 90-70573-04-0